# Ödsmåls landskommun
Ödsmåls landskommun var en tidigare kommun i dåvarande Göteborgs och Bohus län.

## Administrativ historik
Kommunen inrättades i Ödsmåls socken i Inlands Nordre härad i Bohuslän när 1862 års kommunalförordningar trädde i kraft den 1 januari 1863.
Vid kommunreformen 1952 gick den upp i storkommunen Stenungsunds landskommun som 1971 ombildades till Stenungsunds kommun.

## Politik

### Mandatfördelning i Ödsmåls landskommun 1938-1946
| 6 | 6 | 2 | 6 |

| 19 |

| 7 | 6 | 1 | 6 |

| 19 |

| 8 | 7 | 1 | 4 |

| 18 |